# Oliver’s Island
Oliver’s Island ist eine kleine stark bewaldete Insel oder Werder, im von den Gezeiten beeinflussten Abschnitt der Themse in England. Sie liegt im London Borough of Hounslow nahe Kew gegenüber von Strand-on-the-Green in Chiswick.

## Geschichte
Der Name der Insel beruht auf der Geschichte, dass Oliver Cromwell dort Zuflucht gesucht haben soll. Aber es gibt mit an Sicherheit grenzender Wahrscheinlichkeit keine Grundlage für diese Geschichte. Sie hieß Strand Ayt bis ein Jahrhundert nach dem Englischen Bürgerkrieg. Dann hatte sich die Legende herausgebildet, das Cromwell ein provisorisches Hauptquartier im Bull’s Head (Strand-on-the-Green) Pub eingerichtet habe. Die Geschichte wurde untermauert durch die Behauptung, dass ein geheimer Tunnel die Insel mit dem Pub verband. Es konnte aber niemals ein Hinweis auf diesen Tunnel entdeckt werden.
1777 errichtet das Schifffahrtskomitee der City of London ein Zollhaus auf Oliver’s Island um eine Gebühr von den vorbeifahrenden Schiffen zu erheben, die die Schiffbarkeit des Flusses finanzieren sollte. Es war ein Holzgebäude in der Form einer Burg. Eine Barke (engl. Barge) lag an der Insel von dem aus die Gebühren kassiert wurden. Die „City Barge“ gab einem Gasthaus in Strand-on-the-Green den Namen. Barken waren hier so lange stationiert bis ein Kai auf der Surreyseite des Flusses gebaut wurde. 1865 gab es eine Schmiede auf der Insel und sie wurde ein Ort an dem Barken gebaut und repariert wurden. 1857 übernahm die Thames Conservancy die Verantwortung für die Schifffahrt von der City of London und 1909 übertrug sie Oliver’s Island der Port of London Authority (PLA). Die PLA benutzte die Insel als Lager und Anleger für nicht mehr gebrauchte Boote. Als die PLA 1971 versuchte die Insel zu verkaufen, führte die Strand-on-the-Green Association, als eine Vertretung der Einwohner der Umgebung den Protest dagegen an und der Plan wurde schnell fallen gelassen. 1990 wurde die Schmiede abgerissen.
Die dicht bewaldete Insel ist nun Lebensraum für Reiher, Kormorane und Kanadagänse.